# بریگاختال
بریگاختال (به آلمانی: Brigachtal) یک شهر در آلمان است که در شوارتسوالد-بار واقع شده‌است. بریگاختال ۵٬۳۱۳ نفر جمعیت دارد.

## خواهرخوانده
شهر Essey-lès-Nancy خواهرخواندهٔ بریگاختال هست.